# Sigurd Jonsson
Sigurd Jonsson (* ca. 1390; † ca. 1453) war ein Norwegischer Staatsmann.

## Leben
Sigurd war ein Sohn des Ritters und Reichsrates Jon Marteinsson († ca. 1400) und der Agnes Sigurdsdatter († spätestens 1409). Über seine Mutter war er ein Nachfahre Håkons V. Er wurde 1434 das erste Mal als Mitglied des norwegischen Reichsrats erwähnt. Während des Bauernaufstands 1436 half er, einen Waffenstillstand mit Amund Sigurdsson Bolt auszuhandeln. Im Jahr 1339 wurde Sigurd von Erik VII. zum Ritter geschlagen und zum Statthalter (norwegisch Drottsete) über Norwegen ernannt. Von 1440 bis 1442 war er das erste Mal Reichsvikar in Norwegen und bis 1445 Kommandant der Festung Akershus. Er war der führende Befürworter der antihansischen Politik in Norwegen während der Herrschaft König Christophs. Von 1448 bis 1450 übte er sein zweites Reichsvikariat aus und war wegen seiner Abstammung gleichzeitig selbst Thronprätendent. Er unterstützte schließlich die Wahl Christians und wurde unter diesem zum „Reichshauptmann in Abwesenheit des Königs“ (norwegisch rikets høvedsmann i kongens fravær) ernannt. Sigurd Jonsson verfügte über umfangreichen Landbesitz, unter anderem zu Sørum, Giske und Bjarkøy, was ihn zum größten Grundbesitzer seiner Zeit in Norwegen machte. Er hatte sich 1447 mit Philippa, Gräfin zu Everstein-Naugard († ca. 1476), einer Tochter von Hans, Graf zu Everstein-Naugard († 1446) und Armgard, geb. von Bülow vermählt. Der einzige Sohn Hans Sigurdsson, starb 1466 unverheiratet.